# Joseph Antoine Fabre
Pour les articles homonymes, voir Fabre.
Joseph Antoine Fabre, né à La Ciotat en  1844 et décédé à Marseille en 1923, est évêque de Marseille de 1909 à 1923.

## Biographie
Joseph Antoine Fabre, issu d’une famille de commerçants, nait à La Ciotat en 1844. Il est ordonné prêtre en 1867 et devient en 1871 curé à Saint-Savournin, puis en 1873 curé au quartier des olives et enfin chanoine titulaire du chapitre de la Cathédrale. Le 29 avril 1909 il est nommé évêque de Marseille et le reste jusqu’à sa mort en 1923. Il est consacré le 19 juin 1909 par Pierre Paulin Andrieu avec comme co-consécrateurs Félix Guillibert et Dominique Castellan. Après la fin de la première guerre mondiale, il demande la construction d’une église dédiée au Sacrée Cœur en hommage aux morts de la guerre. Cette église sera construite sur l’avenue du Prado.

## Succession apostolique
Joseph Antoine Fabre a ordonné les évêques suivants :
- Évêque Augustin Simeone (de) (1916)

## Armes
D'azur à Notre-Dame-de-la-Garde d'argent, au chef d'or chargé d'un Sacré-Cœur d'argent, croix issante de même, enflammé et couronné d'épines. 